# Sket Dance – Quái kiệt học đường
Sket Dance (スケット・ダンス Suketto Dansu) là bộ manga Nhật Bản được viết và minh họa bởi Shinohara Kenta và được sêri hóa từ tháng 7 năm 2007 ở tạp chí manga Weekly Shōnen Jump của Shueisha. Truyện được Nhà xuất bản Kim Đồng mua bản quyền và phát hành ở Việt Nam dưới tên Sket Dance - Quái Kiệt Học Đường. Sket Dance thắng giải Shogakukan Manga Award lần thứ 55 hàng năm vào 2009 với danh hiệu shōnen manga hay nhất. Chuyển thể anime cùng tên, do Tatsunoko Production sản xuất, khởi chiếu vào ngày 7 tháng 4 năm 2011 trên đài TV Tokyo. Vào ngày 30 tháng 3 năm 2011, Crunchyroll công bố sẽ phát sóng anime Sket Dance.

## Cốt truyện
Manga tập trung vào các rắc rối mà câu lạc bộ hỗ trợ của trường cao học Kaimei gây ra, đó là Sket Dance (助人団/ スケット・ダン Suketto Dan, Câu lạc bộ giúp đỡ), bao gồm các từ viết tắt Tiếng Anh: "SKET (Support: Hỗ trợ, Kindness: Tốt bụng, Encouragement: Khuyến khích, và Troubleshoot: Giải quyết rắc rối)". Nhằm mục tiêu chung là cải thiện đời sống học đường, Sket Dance sẽ giải quyết các rắc rối của các nhân viên nhà trường và học sinh gây ra. Tuy nhiên, bởi vì các công việc này không có tầm quan trọng và người ta biết câu lạc bộ với cái tên rất là ngu ngốc, đó là 'những kẻ làm việc không vì sở thích', do đó Sket Dance bị đối xử thậm tệ và chỉ có ba thành viên duy nhất.
Câu chuyện của anime đi qua những câu chuyện nhỏ khác phụ thuộc vào các vụ rắc rối mà Sket Dan làm và một vụ khoảng một hay hai chương. Những vụ rắc rối thường tập trung vào những vụ có yếu tố gây hài (như là đuổi theo con khỉ quanh trường hoặc giúp người muốn trở thành samurai tìm ra lý do tại sao anh lại không thắng giải đấu kendo) đến những vụ nghiệm trọng hơn (như là điều tra về quá khứ bạo lực của Himeko hoặc những người liên quan đến bệnh nan y).

## Truyền thông

### Manga
Sket Dance được viết và minh họa bởi Shinohara Kenta. Manga được bắt đầu từ tháng 1 năm 2006 dưới dạng oneshot trong tạp chí Akamaru Jump, và một oneshot sau bảy tháng trong tạp chí Weekly Shōnen Jump, và những bản sau đó gần giống với bản được sêri hóa. Bản được sêri hóa được xuất bản trong tạp chí Weekly Shōnen Jump vào ngày 14 tháng 7 năm 2007. The series finished on ngày 8 tháng 7 năm 2013. Bao gồm 288 chương riêng lẻ được xuất bản thành 32 cuốn tankōbon do Shueisha thực hiện với ngày xuất bản vào ngày 2 tháng 11 năm 2007. Quyển cuối cùng được phát hành vào ngày 2 tháng 8 năm 2013.
Ngoài Nhật Bản, sêri được cấp bản quyền bởi Tong Li Publishing tại Đài Loan.. Tại Việt Nam, nhà xuất bản Kim Đồng xuất bản manga với cái tên Sket Dance - Quái Kiệt Học Đường vào năm 2018.

### Drama CD
Shueisha phát hành một drama CD Sket Dance ドラマCD (ISBN 978-4-08-901169-0) vào ngày 30 tháng 10 năm 2009, và bản thứ hai Sket Dance 2 ドラマCD (ISBN 978-4-08-901171-3 được phát hành vào ngày 28 tháng 4 năm 2010.

### Light novel
- SKET DANCE extra dance1: Theory true? Seven wonders of school
- SKET DANCE extra dance2: Student Council Case Report ~The Cook Shell Incident~

### Anime
Chuyển thể anime do Tatsunoko Production sản xuất dựa trên Manga Sket Dance khởi chiếu vào ngày 7 tháng 4 năm 2011 trên đài TV Tokyo. Anime bao gồm sáu bài nhạc mở đầu lẫn nhạc kết thúc với 77 tập vào ngày 26 tháng 9 năm 2012. OVA được phát hành vào ngày 4 tháng 2 năm 2013 dựa trên quyển thứ 29 của loạt manga.

### Trò chơi
Bossun, Himeko, và Switch xuất hiện cùng nhau như thể một người chơi hỗ trợ trong trò chơi crossover chiến đấu Jump J-Stars Victory VS.

## Đón nhận
Từ quyển thứ 6 trở đi, Sket Dance giữ vững vị trí best seller của tuần ở Nhật Bản. Quyển thứ 6 ở hạng 9. Quyển thứ 7, 9, và 10 ở hạng 11. Quyển thứ 8 ở hạng 13 trong khi quyển 11 ở hạng 12. Vào tháng 1 năm 2010, Sket Dance được công bố thắng giải Shogakukan Manga Award lần thứ 55 hàng năm cho danh hiệu shōnen manga hay nhất.
Vào tháng 9 năm 2009, Nhà xuất bản Nhật Bản Shueisha đưa ra lời xin lỗi trong mục 42 của tạp chí hàng tuần của Weekly Shōnen Jump qua hai nhân vật chính, Bossun và Himeko, khi hít khí heli để thay đổi độ cao của âm nói. Tình huống này bị chỉ trích trên các blog và forum cho rằng hít khí heli là có hại cho sức khỏe.